# Dasysphinx ockendeni
Dasysphinx ockendeni là một loài bướm đêm thuộc phân họ Arctiinae, họ Erebidae.